# Opogona irrorata
Opogona irrorata is een vlinder uit de familie echte motten (Tineidae). De wetenschappelijke naam van deze soort is voor het eerst geldig gepubliceerd in 1879 door Wollaston.
De soort komt voor in tropisch Afrika.